# 12648 Ibarbourou
12648 Ibarbourou eller 1135 T-3 är en asteroid i huvudbältet som upptäcktes den 17 oktober 1977 av den nederländsk-amerikanske astronomen Tom Gehrels och det nederländska astronomparet Ingrid van Houten-Groeneveld och Cornelis Johannes van Houten vid Palomarobservatoriet. Den är uppkallad efter författaren Juana Fernández Morales de Ibarbourou.
Asteroiden har en diameter på ungefär 3 kilometer och den tillhör asteroidgruppen Vesta.